# Lassi (bevanda)
Lassi (pronuncia [ləsiː]) è una popolare bevanda tradizionale dahi (a base di yogurt), originaria del subcontinente indiano. Il lassi è una miscela di yogurt, acqua, spezie e qualche volta frutta.

## Varianti

### Namkeen (o salty) lassi tradizionale
La tradizionale forma di lassi, namkeen (o salty), è più comune nel subcontinente indiano. È preparata mescolando il dahi (yogurt) con acqua con sale aggiunto. La bevanda risultante è conosciuta come salted lassi (lassi salato), che è simile al doogh.

### Sweet lassi
Lo Sweet lassi (lassi dolce) è una forma di lassi aromatizzata con zucchero, acqua di rose e /o limone, fragola e altri succhi di frutta. I Saffron lassi (Lassi allo zafferano), che sono particolarmente saporiti, sono una specialità del Sindh e, in India, del Rajasthan e del Gujarat. Makkhaniya lassi è semplicemente un lassi con pezzi di burro dentro (makkhan è la parola Gujarati, Urdu, Hindi, Sindhi e Punjabi per burro). È solitamente cremoso come un frappé.

### Mango lassi
Il Mango lassi sta ottenendo popolarità in tutto il mondo. È fatto di yogurt, latte e polpa di mango. Può essere fatto con o senza zucchero. È largamente disponibile nel Regno Unito, Malesia, Singapore, Stati Uniti e in molte altre parti del mondo. In varie parti del Canada, il mango lassi è una bevanda fredda composta da polpa addolcita di kesar mango mescolata con yogurt, panna o gelato. È servita in un bicchiere alto con una cannuccia, spesso guarnito con del pistacchio macinato.

### Bhang lassi

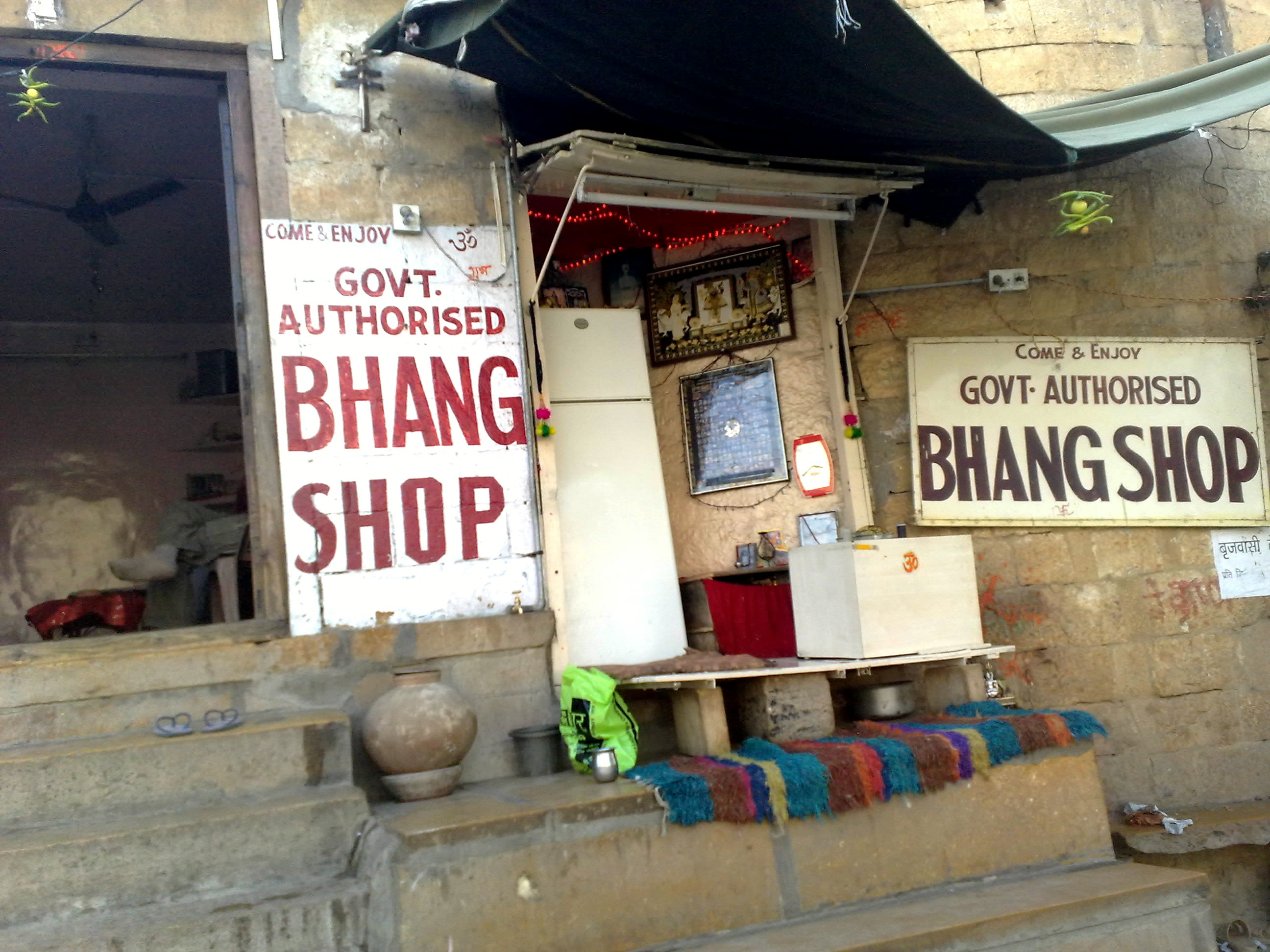
Un negozio di Bhang lassi (una bevanda con infuso di cannabis) a Jaisalmer nel Rajasthan.

Il Bhang lassi è una bevanda con infuso di cannabis che contiene il Bhang, un derivato liquido della cannabis, che ha effetti simili alle altre forme di cannabis. È legale in molti parti dell'India e venduto soprattutto durante l'Holi, durante il quale si mangiano alle volte anche pakoras contenenti bhang. L'Uttar Pradesh è conosciuto per aver autorizzato i bhang shops (negozi di bhang) e, in molti luoghi, si possono comprare prodotti a base di bhang e bere bhang lassi.

## Chaas
Il Chaas è una bevanda salata simile al lassi, ma può contenere più acqua del lassi e ha il grasso del latte rimosso per ridurre la sua consistenza. Sale, semi di cumino o coriandolo fresco possono essere aggiunti per insaporire. Zenzero fresco tritato e peperoni verdi possono essere aggiunti come condimento. Il Chaas è popolare in India dove è una bevanda comune durante o dopo i pasti.

## Influenze culturali

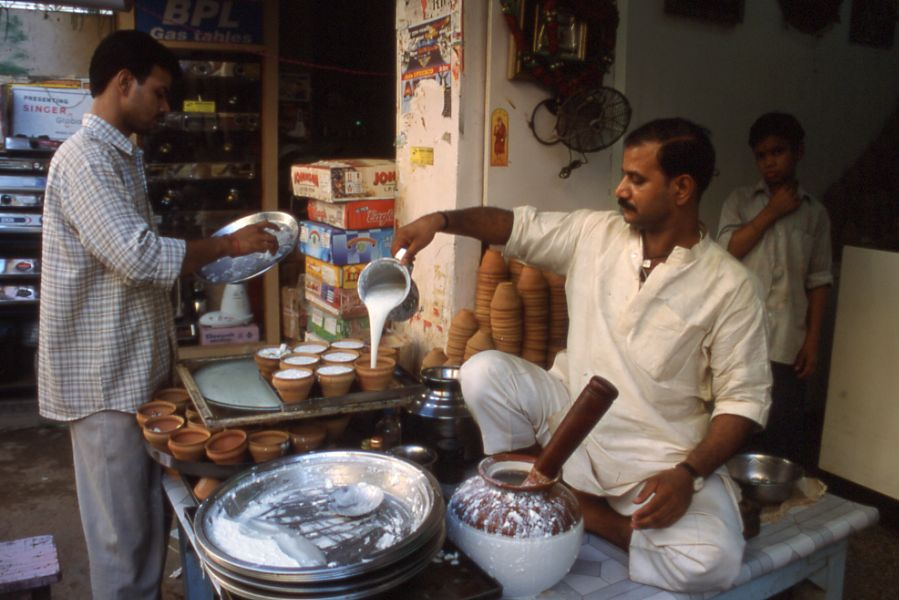
Un lassi shop (negozio di lassi) nello Uttar Pradesh, India.

Una stampa del 2008 e una campagna pubblicitaria televisiva per l'HSBC, scritta da Jeffree Benet di JWT Hong Kong, racconta la storia di un rappresentante di un produttore di lavatrici polacche mandato in India a scoprire perché le vendite lì erano così alte. All'arrivo il rappresentante studia un bar gelateria di lassi, nel quale gli viene un caldo benvenuto. In quel luogo trova parecchie lavatrici utilizzate per mischiare il lassi. Il proprietario gli dice che una lavatrice è capace di "fare dieci volte più lassi di quanti ne faccia io!"
Nel suo programma televisivo, No Reservations , il celebre chef Anthony Bourdain visitò un "government authorised bhang shop" (venditore di bhang autorizzato dal governo) al Forte di Jaisalmer nel Rajasthan. Il proprietario gli offrì tre varietà di bhang lassi: forte-normale; super extra forte; e "massima potenza, 24 ore, no bagno, no doccia".
Nel 2013, Kshitij, l'annuale festival di tech-management di IIT Kharagpur, lanciò una campagna per nominare Lassi la versione successiva del sistema operativo Android